# Fernando Cônsul
Fernando Cônsul, właśc. Fernando Cônsul Fernandes (ur. 3 maja 1938 w Rio de Janeiro) – brazylijski piłkarz, występujący na pozycji napastnika.

## Kariera klubowa
Karierę piłkarską Fernando Cônsul rozpoczął w Madureirze Rio de Janeiro w 1958 roku. W latach 1963–1966 występował w Américe Rio de Janeiro. W 1972 wyjechał do Europy do Valenciennes FC. Po powrocie do Brazylii w 1969 roku został zawodnikiem Ferroviário Fortaleza, w którym zakończył karierę w 1970 roku. Z Ferroviário zdobył mistrzostwo stanu Ceará – Campeonato Cearense w 1969 roku.

## Kariera reprezentacyjna
W reprezentacji Brazylii Fernando Cônsul zadebiutował 14 marca 1963 w wygranym 5-1 towarzyskim meczu z reprezentacją Kolumbii podczas Copa América 1963, na której Brazylia zajęła czwarte miejsce. Był to udany debiut, gdyż Fernando Cônsul wszedł na boisko w 77 min. i sześć minut później strzelił bramkę. Na turnieju wystąpił w trzech meczach z Kolumbią (bramka), Paragwajem i Ekwadorem, który był jego ostatnim meczem w reprezentacji.